# Brunali
Brunali is een fictief ras uit de televisieserie Star Trek: het ras komt uit het Delta kwadrant.
Dit ras had geavanceerde technieken in de generieke landbouw ontwikkeld, zodat ze gewassen konden laten groeien in onherbergzame omgevingen.
Doordat hun locatie zich vlak bij een Borg transwarpkanaal bevindt, krijgen ze veel overvallen van de Borg. Hierdoor gaan ze hun kennis gebruiken om een anti-Borg pathogen te maken, dat ze in de genetische code van sommige kinderen implanteerden.
Icheb is Brunali. Hij is bevrijd door de bemanning van de Voyager. Ook hij is genetisch gemanipuleerd om de Borg uit te roeien.
Borg aanduiding: Soort 2461.